# منچستر، نیوجرسی
منچستر (به انگلیسی: Manchester Township) شهری در ایالت نیوجرسی کشور ایالات متحده آمریکا است که جمعیت آن در سرشماری سال ۲۰۱۰ میلادی، ۴۳٬۰۷۰ نفر بوده‌است.
واقعه ی مشهور سقوط هیندنبورگ که منجر به سقوط چندین تن و سبب بازنشسته شدن کشتی های هوایی در زمینه ی مسافربری شد، در این شهر به وقوع پیوسته است. 